# Faramerz Dabhoiwala
Faramerz Noshir Dabhoiwala (geboren 1969 in Bristol) ist ein britischer Historiker. 

## Leben
Dabhoiwala wuchs zunächst in Amsterdam auf, und seine Familie zog dann nach England. Er studierte Geschichte in Amsterdam, York und am Exeter College in Oxford. Er ist ein Fellow der Royal Historical Society. Er erhielt eine Professur am Exeter College. 
Sein 2012 veröffentlichtes Buch The Origins of Sex über die Geschichte der Sexualität, das im deutschsprachigen Raum 2014 unter dem Titel Lust und Freiheit erschien, erhielt internationale Aufmerksamkeit.
Am 16. Oktober 2024 hielt er einen Vortrag im V&A-Museum über ein Gemälde, das den jamaikanischen Polyhistor Francis Williams darstellt. Mithilfe einer hochauflösenden Digitalfotografie war es Dabhoiwala gelungen, im Bild Details wie Buchtitel und Seitenzahlen zu entziffern, die ihm als Grundlage dienen für die Datierung (nach 1755) und Zuschreibung (William Williams). Zusätzlich nutzte er eine Gemäldeuntersuchung mit Infrarotstrahlung zur Fundierung seiner These, dass Francis Williams sein eigenes Porträt in Auftrag gegeben habe mit präzisen Vorgaben, die dessen Leistungen als Astronom dokumentieren sollten.

## Schriften (Auswahl)
- The Origins of Sex. Oxford University Press, 2012, ISBN 9780199892419
  - Lust und Freiheit – Die Geschichte der ersten sexuellen Revolution. Übersetzung Esther und Hainer Kober. Stuttgart : Klett-Kotta, 2014, ISBN 978-3-608-94772-4
- Prostitution and police in London, c. 1660-c. 1760. University of Oxford. Faculty of Modern History, 1995 D. Phil. University of Oxford 1995
- Ein vielbegabter Mann. Über das Porträt von Francis Williams. In: Merkur. 79. Jahrgang, März 2025, S. 5 ff. (Originaltitel: A Man of Parts and Learning. Übersetzt von Birthe Mühlhoff).